# 기타하라 다이스케
기타하라 다이스케(일본어: 北原 大奨, 1994년 4월 4일 ~ )는 일본의 축구 선수이다.

## 구단 경력
그는 2016년부터 2019년까지 J리그의 YSCC 요코하마, 블라우블리츠 아키타에서 활동하였다.